# 声優アニメディア
声優アニメディア（せいゆうアニメディア）は、イードの編集・発行によりGakkenが発売していた季刊の声優情報誌。通称「声アニ」。

## 概要
月刊『アニメディア』からの派生雑誌。アニメ・ゲームで活躍する声優や、アイドル的な声優を主に扱っていた声優雑誌。

## 歴史
アニメディアの別冊雑誌として、2004年に当時の学習研究社から季刊（年4回刊）で創刊された。2005年に隔月刊化し、2007年に月刊化してアニメディアから独立を果たした。
2020年3月号（2月10日発売）より、アニメディアと共に編集・発行が学研プラスからイードに移った。発売は引き続き学研プラス→Gakkenが行っていた。
2023年9月8日発売の号より3・6・9・12月発売の季刊誌となった。
2024年6月10日発売の「声優アニメディア 夏号」をもって休刊となった。

## 発行部数
|        | 1〜3月    | 4〜6月    | 7〜9月    | 10〜12月  |
| ------ | --------- | --------- | --------- | --------- |
| 2008年 |           | 20,433 部 | 20,000 部 | 20,067 部 |
| 2009年 | 20,717 部 | 20,234 部 | 20,300 部 | 20,567 部 |
| 2010年 | 20,300 部 | 19,034 部 | 19,767 部 | 20,200 部 |
| 2011年 | 19,834 部 | 19,467 部 | 20,700 部 | 20,334 部 |
| 2012年 | 19,934 部 | 19,100 部 | 18,534 部 | 16,367 部 |
| 2013年 | 16,634 部 | 15,867 部 | 17,600 部 | 14,834 部 |
| 2014年 | 16,500 部 | 16,434 部 | 15,834 部 | 13,967 部 |
| 2015年 | 13,167 部 | 12,800 部 | 15,200 部 | 13,167 部 |
| 2016年 | 14,067 部 | 13,000 部 | 15,067 部 | 14,167 部 |
| 2017年 | 12,467 部 | 13,367 部 | 12,833 部 | 14,067 部 |
| 2018年 | 11,967 部 | 15,733 部 | 16,100 部 | 11,333 部 |
| 2019年 | 14,100 部 | 13,400 部 | 13,400 部 |           |

## 類似雑誌
- 声優グランプリ（主婦の友社）
- ボイスニュータイプ（KADOKAWA）
- B.L.T. VOICE GIRLS（東京ニュース通信社）
- 声優パラダイスR（秋田書店）
- Pick-up Voice（音楽専科社→EMTG）